# Östbjörka
Östbjörka is een plaats in de gemeente Rättvik in het landschap Dalarna en de provincie Dalarnas län in Zweden. De plaats heeft 79 inwoners (2005) en een oppervlakte van 37 hectare.